# Mediterranean rock
Mediterranean rock è il primo album registrato da Dario Aspesani per conto dell'etichetta indipendente F2 records. L'incisione è avvenuta tra il 1º gennaio 1997 e il 30 giugno 1997 rigorosamente dal vivo (quindi senza l'ausilio di multitraccia digitali) con i seguenti musicisti: Dario Aspesani (voce, basso e armonica a bocca), Luca Brunelli (chitarra solista), Mauro Ciarpella (chitarra solista), Gianpaolo Papa (chitarra ritmica e basso), Stefano Michelini (pianoforte, tastiere e programmazione campionatori), Simone Settimi (trombone tenore), Riccardo Pizzuti (basso).
Del presente album sono state effettuate ben tre ristampe (l'ultima nel 2001). La prima pubblicazione (per strani motivi) risultava essere solamente in musicassetta.
Il pezzo Questo è tempo di pensare è stato utilizzato da una emittente radiofonica newyorkese come sigla di un programma di rock latino nel 1997.
Tutti i brani sono stati scritti ed arrangiati da Dario Aspesani.

## Tracce
1. Oggi abbiamo visto il tramonto
2. Fantasticare
3. Senza pietà
4. Guarda come è freddo il tempo
5. Le tue mani
6. Questo è tempo di pensare
7. Tutto sbagliato per voi
8. Ormai non so più cos'è
9. Un amore improvviso
10. Resto qui a pensare a te
11. Tina

## Musicisti
- Dario Aspesani - voce, basso e armonica a bocca
- Luca Brunelli - chitarra solista
- Mauro Ciarpella - chitarra solista
- Gianpaolo Papa - chitarra ritmica e basso
- Stefano Michelini - pianoforte, tastiere e programmazione campionatori
- Simone Settimi - trombone tenore
- Riccardo Pizzuti - basso